# ناتاليا ميلز
ناتاليا ميلز (بالإسبانية: Natalia Mills)‏ (22 مارس 1993 ببنما - ) هي لاعبة كرة قدم بنمية في مركز الدفاع. شاركت مع منتخب بنما الوطني لكرة القدم للسيدات.

## وصلات خارجية
- ناتاليا ميلز على موقع إي إس بي إن إف سي (الإنجليزية)
- ناتاليا ميلز على موقع قاعدة بيانات كرة القدم.إي يو (الإنجليزية)
- ناتاليا ميلز على موقع Soccerbase.com (لاعب) (الإنجليزية)
- ناتاليا ميلز على موقع Soccerway.com (الإنجليزية)
- ناتاليا ميلز على موقع عالم كرة القدم.نت (الإنجليزية)